# 乌丙安
乌丙安（1929年12月13日—2018年7月11日），男，蒙古族，喀喇沁人，中国民俗学家，民间文艺家。辽宁大学教授，国际民俗学家协会全权会员，国家非物质文化遗产保护工作专家委员会副主任，中国民俗学会荣誉会长。

## 生平
农历1929年11月13日（一说11月3日）出生于绥远省归绥市（现内蒙古自治区呼和浩特市）。祖籍喀喇沁部。青少年时期在呼和浩特及巴盟杭锦后旗读完小学和中学。抗日战争时期在鄂尔多斯草原及河套平原游历，深受内蒙西部牧歌和爬山歌的熏陶，成长为民间歌手。1946年8月至1949年6月，在绥远中学高中部学习。17岁时开始以笔名丁离在省级报刊上发表散文、诗歌等作品。高中毕业前组织和参加反饥饿、反内战的学生运动，公开传阅《新华日报》及解放区各种书刊，演唱革命歌曲、发表进步文章，受到国民党当局迫害。
1949年初夏，只身投奔晋察冀解放区。同年9月考入天津河北师范学院文史系本科，在团委及学生会中担任职务。1953年至1955年，在北京师范大学攻读民间文艺专业，师从钟敬文教授。1955年毕业后，到沈阳师范学院中文系任教。在1957年的反右运动中被划为右派。1962年担任辽宁大学中文系讲师。文化大革命期间，先后在凌源、铁岭、昌图等地劳动改造、插队落户，1978年重返教坛。历任辽宁大学副教授、教授，民俗研究中心主任等职。期间是辽宁省政协第五、六、七、八届常委及民族宗教委员会副主委，兼任中国故事学会副会长，中国民俗学会理事长，辽宁省民间文艺家协会主席，辽宁民俗学会会长等职。1998年从辽宁大学离休后，在山东大学等多所高校兼职，继续从事民俗学教学与研究工作。
2002年起任中国民间文化遗产抢救工程专家委员会副主任，参与村落普查和木版年画抢救等多项调研工作。2003年起任国家非遗保护工作专家委员会副主任，参与国家非遗保护工作和住建部传统村落保护工作。
2018年7月11日因癌症在德国柏林逝世，享年88岁。葬于柏林。

## 荣誉
1991年获全国先进工作者荣誉称号。1992年荣获国家有突出贡献专家称号，并享受国务院政府特殊津贴。2000年被聘为《沈阳晚报》形象大使。2007年6月被人事部和文化部授予“全国非物质文化遗产保护先进工作者”荣誉称号。2007年8月获中国民间文艺“山花奖”艺术成就奖。2018年1月13日被授予“中国文联终身成就民间文艺家”称号。同年1月24日入选光明网主办的2017年“中国非物质文化遗产年度人物”榜首。

## 著作
长期从事民间文学和民俗学的教学与研究工作。主编《中国风俗辞典》《中国民俗百科丛书》《满族民间故事选》《中国民间故事集成·辽宁卷》《世界风俗传说故事大观》《中国民间神谱》《中华民族文化大系（56卷）》等书籍。出版有《民间文学概论》《民俗学丛话》《中国民俗学》《民俗学原理》《简论神话系统》《民俗文化新论》《中国民间信仰》《神秘的萨满世界》《日本家族和北方文化》《非物质文化遗产保护理论和方法》等专著。《生灵叹息》（1999年）等民俗随笔。代表性论文《论中国风物传说圈》《民俗文化空间：中国非物质文化遗产保护的重中之重》《非物质文化遗产的界定和认定的若干理论与实践问题》等。